# Riley Brook
Pour les articles homonymes, voir Riley.
Riley Brook est un village du comté de Victoria, au nord-ouest de la province canadienne du Nouveau-Brunswick. Le village a le statut de DSL. Dans le cadre de la réforme de la gouvernance locale du 1er janvier 2023, le DSL a été annexé au village de Tobique Valley.

## Toponyme
Riley Brook est nommé ainsi d'après le ruisseau Riley, dont on dit qu'il est nommé d'après un homme qui s'y noya.

## Géographie

### Situation
Riley Brook se trouve dans le comté de Victoria, à 132 kilomètres de route à l'est d'Edmundston et à 175 km au sud-ouest de Campbellton. Riley Brook est enclavé dans la paroisse de Lorne. La ville la plus proche est Grand-Sault, à 79 km au sud-ouest.

## Démographie
D'après le recensement de Statistique Canada, il y avait 40 habitants en 2006, comparativement à 78 en 2001, soit une baisse de 48,7 %. Il y a 71 logements privés, dont 20 occupés par des résidents habituels. Le village a une superficie de 10,62 km2 et une densité de population de 3,8 habitants au kilomètre carré.
En 2021, le village compte 40 habitants pour une superficie de 10,76 km2, portant sa densité de population à 3,7 habitants au kilomètre carré.
| 2001 | 2006 | 2011 | 2016 | 2021 |
| ---- | ---- | ---- | ---- | ---- |
| 78   | 40   | 79   | 71   | 40   |

## Économie
Entreprise Grand-Sault, membre du Réseau Entreprise, a la responsabilité du développement économique.

## Administration

### Comité consultatif
En tant que district de services locaux, Riley Brook est en théorie administré directement par le Ministère des Gouvernements locaux du Nouveau-Brunswick, secondé par un comité consultatif élu composé de cinq membres dont un président. Il n'y a actuellement aucun comité consultatif.

### Commission de services régionaux
Riley Brook fait partie de la Région 12, une commission de services régionaux (CSR) devant commencer officiellement ses activités le 1er janvier 2013. Contrairement aux municipalités, les DSL sont représentés au conseil par un nombre de représentants proportionnel à leur population et leur assiette fiscale. Ces représentants sont élus par les présidents des DSL mais sont nommés par le gouvernement s'il n'y a pas assez de présidents en fonction. Les services obligatoirement offerts par les CSR sont l'aménagement régional, l'aménagement local dans le cas des DSL, la gestion des déchets solides, la planification des mesures d'urgence ainsi que la collaboration en matière de services de police, la planification et le partage des coûts des infrastructures régionales de sport, de loisirs et de culture; d'autres services pourraient s'ajouter à cette liste.

### Représentation et tendances politiques
Nouveau-Brunswick: Riley Brook fait partie de la circonscription provinciale de Victoria-Tobique, qui est représentée à l'Assemblée législative du Nouveau-Brunswick par Wes McLean, du Parti progressiste-conservateur. Il fut élu en 2010.
 Canada: Riley Brook fait partie de la circonscription électorale fédérale de Tobique—Mactaquac, qui est représentée à la Chambre des communes du Canada par Michael Allen, du Parti conservateur. Il fut élu lors de la 39e élection générale, en 2006, et réélu en 2008.

## Vivre à Riley Brook
Riley Brook est traversé par le Sentier international des Appalaches.
Le bureau de poste et le détachement de la Gendarmerie royale du Canada le plus proche est à Plaster Rock.
Les anglophones bénéficient des quotidiens Telegraph-Journal, publié à Saint-Jean, et The Daily Gleaner, publié à Fredericton. Ils ont aussi accès à l'hebdomadaire Victoria Star, publié à Grand-Sault. Les francophones ont accès par abonnement au quotidien L'Acadie nouvelle, publié à Caraquet, ainsi qu'à l'hebdomadaire L'Étoile, de Dieppe.